# I lunghi giorni dell'odio
I lunghi giorni dell'odio è un film italiano del 1968 diretto da Gianfranco Baldanello.

## Trama
Subito dopo la Guerra di Secessione, due amici avventurieri, Martin e Tony si fingono dei fuorilegge per inserirsi in un traffico d'armi e scoprire quindi i canali di tale traffico che il capo della banda effettua. Una banda di trafficanti d'armi uccide la famiglia Benson, e Martin trova il ferito grave, e gli vengono rivelati i nomi dei mandanti e scopre quindi il perché. Martin decide di vendicare il massacro della sua famiglia, uccidendo uno ad uno, fino ad arrivare al capo dei trafficanti.